# Brvenica
Pour les articles homonymes, voir Brvenica (homonymie).
Brvenica (en macédonien : Брвеница ; en albanais : Brevincë) est une commune du nord-ouest de la Macédoine du Nord. Elle comptait 13 645 habitants en 2021 et s'étend sur 164,3 km2. Elle compte une majorité d'Albanais.
Son territoire est limitrophe de ceux des communes de Gostivar, Vrapčište, Bogovinje, Tetovo, Želino et Makedonski Brod. La commune se trouve en partie dans la plaine du Polog ainsi que sur les contreforts du massif de la Suva Gora. À son extrémité orientale, elle atteint les rives du lac Kozjak.
La commune compte plusieurs localités en plus de son siège administratif, Brvenica : Blatsé, Volkoviya, Gourgournitsa, Dolno Sédlartsé, Miletino, Radiovtsé, Stentché, Tenovo et Tchelopek.

## Démographie
Lors du recensement de 2002, la commune comptait :
- Albanais : 9 770 (61,6 %)
- Macédoniens : 5 949 (37,5 %)
- Autres.